# Lia Apostolovski
Lia Apostolovski (Lubiana, 23 giugno 2000) è un'altista slovena, medaglia di bronzo ai campionati europei under 23 nel 2021.

## Biografia
Nata a Lubiana in Slovenia nel 2000, è figlia di Sašo Apostolovski altista di livello che ha partecipato ai  Mondiali di Roma 1987 e agli Europei di Spalato 1990 in rappresentanza della Jugoslavia e che ha detenuto il record sloveno di salto in alto.
Viene allenata a Kranj da Rožle Prezelj.
Nel 2021 vince la medaglia di bronzo nella finale del salto in alto ai Campionati europei U23 di Tallinn.
A luglio del 2022 giunge dodicesima nella finale del salto in alto ai Campionati mondiali di Eugene e ad agosto giunge settima ai Campionati europei di Monaco di Baviera.

## Record nazionali
Under 23
- Salto in alto: 1,92 m ( Slovenska Bistrica, 13 giugno 2020)
- Salto in alto indoor: 1,90 m ( Belgrado, 7 marzo 2022)

Under 20
- Salto in alto: 1,86 m ( Celje, 15 giugno 2019)

## Palmarès
| Anno | Manifestazione  | Sede     | Evento        | Risultato | Prestazione | Note                                     |
| ---- | --------------- | -------- | ------------- | --------- | ----------- | ---------------------------------------- |
| 2019 | Europei U20     | Borås    | Salto in alto | 8ª        | 1,80 m      | [ 4 ]                                    |
| 2021 | Europei indoor  | Toruń    | Salto in alto | 9ª (q)    | 1,87 m      | [ 5 ]                                    |
| 2021 | Europei U23     | Tallinn  | Salto in alto | Bronzo    | 1,89 m      | [ 6 ]                                    |
| 2022 | Mondiali        | Eugene   | Salto in alto | 12ª       | 1,89 m      | [ 7 ] [ 8 ]                              |
| 2022 | Europei         | Monaco   | Salto in alto | 7ª        | 1,90 m      | [ 9 ]                                    |
| 2023 | Europei indoor  | Istanbul | Salto in alto | 13ª (q)   | 1,82 m      |                                          |
| 2023 | Mondiali        | Budapest | Salto in alto | 9ª        | 1,90 m      | Miglior prestazione personale stagionale |
| 2024 | Mondiali indoor | Glasgow  | Salto in alto | Bronzo    | 1,95 m      | Miglior prestazione personale stagionale |
| 2024 | Europei         | Roma     | Salto in alto | 9ª        | 1,90 m      |                                          |
| 2024 | Giochi olimpici | Parigi   | Salto in alto | 26ª (q)   | 1,83 m      |                                          |

## Campionati nazionali
- 3 volte campionessa nazionale assoluta del salto in alto (2020, 2021, 2022)
- 3 volte campionessa nazionale assoluta indoor del salto in alto (2019, 2021, 2022)

2019
- Oro ai campionati sloveni assoluti indoor (Novo Mesto), salto in alto - 1,75 m
- Oro ai campionati sloveni under 20 (Nova Gorica), salto in alto - 1,84 m
- Argento ai campionati sloveni assoluti (Velenje), salto in alto - 1,85 m

2020
- Argento ai campionati sloveni assoluti indoor (Novo Mesto), salto in alto - 1,88 m[10]
- Oro ai campionati sloveni under 23 (Nova Gorica), salto in alto - 1,86 m
- Oro ai campionati sloveni assoluti (Celje), salto in alto - 1,86 m

2021
- Oro ai campionati sloveni assoluti indoor (Novo Mesto), salto in alto - 1,83 m
- Oro ai campionati sloveni assoluti (Kranj), salto in alto - 1,83 m

2022
- Oro ai campionati sloveni assoluti indoor (Novo Mesto), salto in alto - 1,88 m
- Oro ai campionati sloveni under 23 (Nova Gorica), salto in alto - 1,91 m
- Oro ai campionati sloveni assoluti (Velenje), salto in alto - 1,89 m

## Altre competizioni internazionali
2016
- Oro in Coppa dei Campioni gruppo B ( Leiria), salto in alto - 1,65 m

2018
- Oro in Coppa dei Campioni U20 gruppo B ( Leiria), salto in alto - 1,72 m

2019
- 6ª ai campionati balcanici indoor ( Istanbul), salto in alto - 1,80 m
- Oro in Coppa dei Campioni gruppo B ( Tampere), salto in alto - 1,77 m

2020
- 4ª ai campionati balcanici indoor ( Istanbul), salto in alto - 1,83 m

2021
- Argento ai campionati balcanici indoor ( Istanbul), salto in alto - 1,85 m
- Bronzo nella Second League degli Europei a squadre ( Stara Zagora), salto in alto - 1,88 m
- Bronzo ai campionati balcanici ( Smederevo), salto in alto - 1,89 m

2022
- 4ª ai campionati balcanici indoor ( Istanbul), salto in alto - 1,88 m
- Bronzo ai campionati balcanici ( Craiova), salto in alto - 1,90 m

2023
- Bronzo alla Xiamen Diamond League ( Xiamen), salto in alto - 1,92 m

2024
- Bronzo al Meeting international Mohammed VI d'athlétisme de Rabat ( Marrakech), salto in alto - 1,91 m